# Seowon

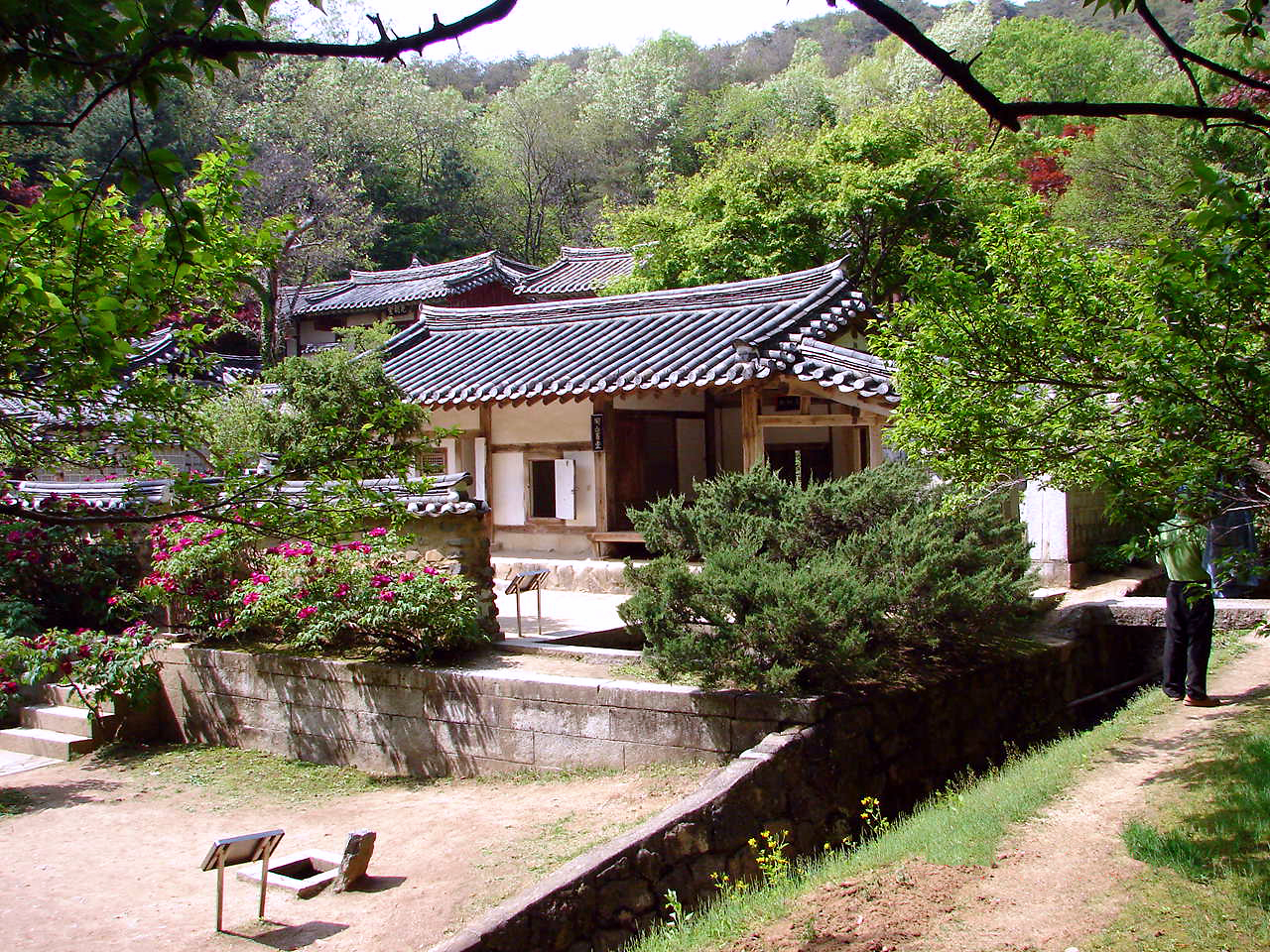
Dosan Seowon em Andong, que foi retratado no verso da nota de 1.000 won sul-coreanos de 1975 a 2007.

Seowon (hangul: 서원; hanja: 書院) foram as instituições de ensino mais comuns na Coreia durante a Dinastia Joseon média e tardia. Elas eram instituições privadas, e combinavam as funções de um santuário confuciano e uma escola preparatória. Em termos educacionais, os seowon ocuparam-se principalmente em preparar estudantes para os exames nacionais do serviço público. Na maioria dos casos, seowon serviram somente para alunos da classe aristocrática yangban.

## História

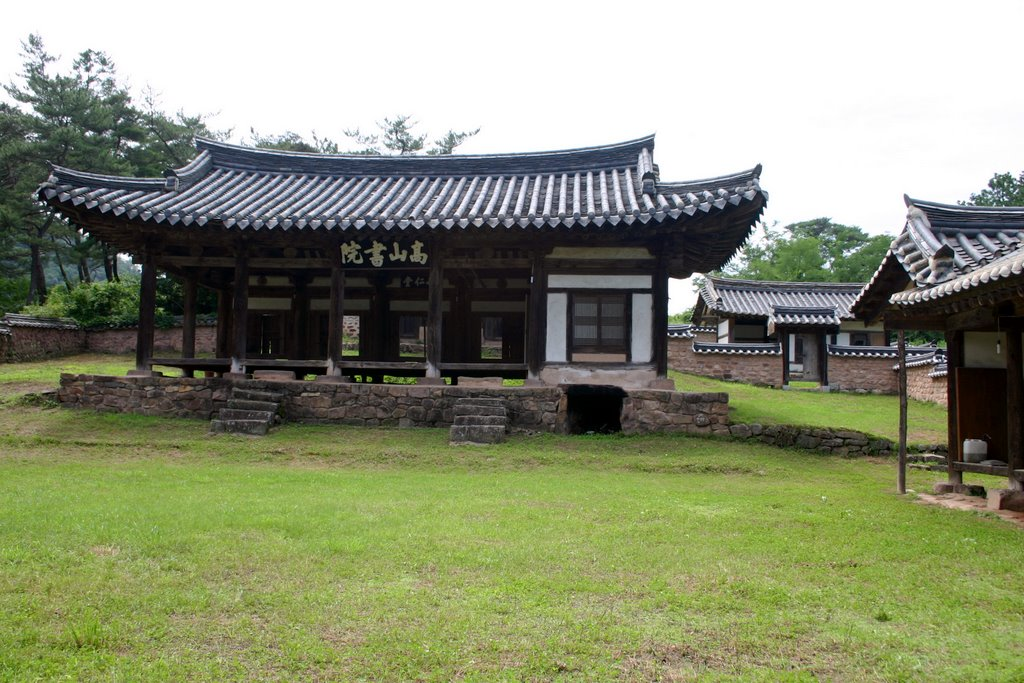
Gosan Seowon.

Os primeiros seowon apareceram no início da Dinastia Joseon. Embora não se saiba ao certo o ano exato de sua introdução, em 1418 o Rei Sejong entregou recompensas para dois estudiosos pelo trabalho deles na criação de seowon em Gimje e Gwangju. O primeiro seowon a receber uma carta régia foi o Sosu Seowon em Punggi, dirigido por Toegye, que recebeu uma placa do Rei Myeongjong em 1550.
Diversos seowon foram estabelecidos pela liderança de literatos, ou por grupos locais de famílias yangban. Por exemplo, Ju Se-bong estabeleceu o Sosu Seowon, que continuou em atividade por muito tempo após sua morte. Alguns deles foram construídos por estudiosos Sarim que se retiraram para aldeias na sequência dos expurgos literatos do século XVI e serviram como suas bases políticas.
A maioria dos seowon foram fechados por um decreto do regente Daewongun nos turbulentos anos finais do século XIX. Ele proibiu a construção não autorizada de seowon em 1864, e removeu sua isenção fiscal em 1868; finalmente, em 1871, ele ordenou que todos fossem fechados. Os yangban provinciais ficaram indignados com essas medidas, e essa foi uma das razões que Daewongun foi expulso do poder em 1873; no entanto, os seowon permaneceram fechados.

## Na cultura popular
No jogo de estratégia Civilization VI, os seowon substituem o distrito de Campus para o Império Coreano.

## Património Mundial
Seowon, Academias Coreanas Neo-Confucianas é um sítio classificado como Património Mundial pela UNESCO, que inclui uma seleção de nove seowon:
- Sosu Seowon, Yeongju, Gyeongsangbuk-do
- Namgye Seowon, Hamyang County, Gyeongsangnam-do
- Oksan Seowon, Gyeongju, Gyeongsangbuk-do
- Dosan Seowon, Andong, Gyeongsangbuk-do
- Piram Seowon, Jangseong County, Jeollanam-do
- Dodong Seowon, Dalseong County, Daegu Metropolitan City
- Byeongsan Seowon, Andong, Gyeongsangbuk-do
- Museong Seowon, Jeongeup, Jeollabuk-do
- Donam Seowon, Nonsan, Chungcheongnam-do